# Ernest & Célestine (film)
Ernest & Célestine is een Belgisch-Frans-Luxemburgse animatiefilm uit 2012 gezamenlijk geregisseerd door Stéphane Aubier, Vincent Patar en Benjamin Renner. De film ging in première op het filmfestival in Cannes in hetzelfde jaar. De film won onder andere een César en, als eerste film ooit, een Magritte. De film is gebaseerd op de gelijknamige kinderboeken van de Belgische auteur en illustrator Gabrielle Vincent, in het Nederlands bekend onder de titel "Brammert en Tissie".
In 2017 werd er een televisieserie op gebaseerd van 52 afleveringen. Deze werden in 2022 gebundeld op een DVD onder de titel: Ernest & Celestine, The Collection. Vier van deze afleveringen werden in 2018 gezamenlijk vertoond in de bioscoop onder de titel Ernest & Celestine, Winterpret.
In 2022 kwam er een vervolg op de film getiteld Ernest & Célestine: op Avontuur in Brabbelland.

## Verhaal
Célestine is een jonge muis die leeft in een weeshuis waar zij bang worden gemaakt voor de wereld boven hun, de wereld van de beren. Célestine moet melktanden verzamelen van de beren maar wordt gesnapt en belandt in de vuilcontainer. De hongerige beer Ernest eet haar per ongeluk bijna op maar Célestine wijst hem op de kelder van de snoepwinkel. Ernest wordt daar echter gesnapt en meegenomen door de politie. Célestine weet hem te bevrijden op voorwaarde dat hij haar helpt om alsnog meer tanden te verzamelen. Ze breken in bij de tandarts maar dat loopt mis en samen vluchten ze naar het huis van Ernest dat ver buiten de stad ligt. Ze brengen de winter samen door en worden echte vrienden. In de lente worden ze beide alsnog gearresteerd, Célestine door de beren en Ernest door de muizen. Ze worden allebei in dezelfde rechtbank berecht, Ernest in de kelder door muizenrechters en Célestine boven door de berenrechters. Als er brand uitbreekt ontvluchten alle bezoekers hals over kop het gebouw. Ernest weet de muizenrechters veilig te stellen en Célestine doet het zelfde met de berenrechters. De rechters zien hun eigen vooringenomenheid onder ogen en laten de twee vrij. Célestine en Ernest besluiten samen te wonen en samen een boek te schrijven over hun avontuur.

## Rolverdeling
| Acteur          | Personage | Nederlandse stem |
| --------------- | --------- | ---------------- |
| Lambert Wilson  | Ernest    | Ivan Pecnik      |
| Pauline Brunner | Célestine | Lizemijn Libgott |

## Prijzen en nominaties
| Jaar | Prijs                                       | Categorie                                                | Genomineerde                                                                   | Uitslag     |
| ---- | ------------------------------------------- | -------------------------------------------------------- | ------------------------------------------------------------------------------ | ----------- |
| 2014 | Academy Awards                              | Beste animatie film                                      | Benjamin Renner, Didier Brunner                                                | Genomineerd |
| 2012 | Cinekid                                     | Beste film juryprijs                                     |                                                                                | Gewonnen    |
| 2012 |                                             | Beste film kinderjury                                    |                                                                                | Gewonnen    |
| 2014 | Annie Award                                 | Beste animatiefilm                                       |                                                                                | Genomineerd |
| 2014 | Annie Award                                 | Character Animation in an Animated Feature Production    | Patrick Imbert                                                                 | Genomineerd |
| 2014 | Annie Award                                 | Directing in an Animated Feature Production              | Stéphane Aubier, Vincent Patar, Benjamin Renner                                | Genomineerd |
| 2014 | Annie Award                                 | Production Design in an Animated Feature Production      | Zaza, Zyk                                                                      | Genomineerd |
| 2014 | Annie Award                                 | Writing in an Animated Feature Production                | Daniel Pennac                                                                  | Genomineerd |
| 2014 | Annie Award                                 | Editorial in an Animated Feature Production              | Fabienne Alvarez-Giro                                                          | Genomineerd |
| 2013 | Unie van de Filmkritiek                     | Grand Prix                                               |                                                                                | Genomineerd |
| 2014 | Filmfestival van Cannes                     | Art Cinema Award (Directors' Fortnight)                  | Stéphane Aubier, Vincent Patar, Benjamin Renner                                | Genomineerd |
| 2014 | Filmfestival van Cannes                     | Prix SACD (Directors' Fortnight)                         | Stéphane Aubier, Vincent Patar, Benjamin Renner                                | Genomineerd |
| 2014 | Filmfestival van Cannes                     | Prix SACD (Directors' Fortnight) - Special Mention       | Stéphane Aubier, Vincent Patar, Benjamin Renner                                | Gewonnen    |
| 2013 | César Awards                                | Beste animatie film                                      | Stéphane Aubier, Vincent Patar, Benjamin Renner, Didier Brunner, Henri Magalon | Gewonnen    |
| 2012 | Dubai International Film Festival           | People's Choice Award                                    | Stéphane Aubier, Vincent Patar, Benjamin Renner                                | Gewonnen    |
| 2013 | Galway Film Fleadh                          | Audience Award for Best International Feature            |                                                                                | Runner-up   |
| 2012 | Gijón International Film Festival           | Enfant terrible Prize for Best Feature Film              |                                                                                | Genomineerd |
| 2013 | Los Angeles Film Critics Association Awards | Best Animated Feature                                    |                                                                                | Gewonnen    |
| 2014 | Magritte Awards                             | Beste Film                                               |                                                                                | Gewonnen    |
| 2014 | Magritte Awards                             | Beste Regie                                              | Stéphane Aubier, Vincent Patar                                                 | Gewonnen    |
| 2014 | Magritte Awards                             | Beste Geluid                                             | Frédéric Demolder, Emmanuel de Boissieu, Luc Thomas, Franco Piscopo            | Gewonnen    |
| 2014 | Portland International Film Festival        | Audience Award For Best Animated Feature                 | Stephane Aubier, Vincent Patar, Benjamin Renner                                | Gewonnen    |
| 2013 | Satellite Awards                            | Satellite Award for Best Animated or Mixed Media Feature |                                                                                | Genomineerd |
| 2013 | Seattle International Film Festival         | Youth Jury Award                                         |                                                                                | Gewonnen    |
|      | International filmfestival Toronto          | People's Choice Award for Best Drama Feature Film        |                                                                                | Genomineerd |
| 2013 | Village Voice Film Poll                     | Best Animated Feature Film                               |                                                                                | Genomineerd |
| 2013 | Filmfest München                            | Kinderfilm Publieksprijs                                 |                                                                                | Gewonnen    |

## Externe Link
- (en)   Ernest et Célestine in de Internet Movie Database